# Verdrag van Ardres

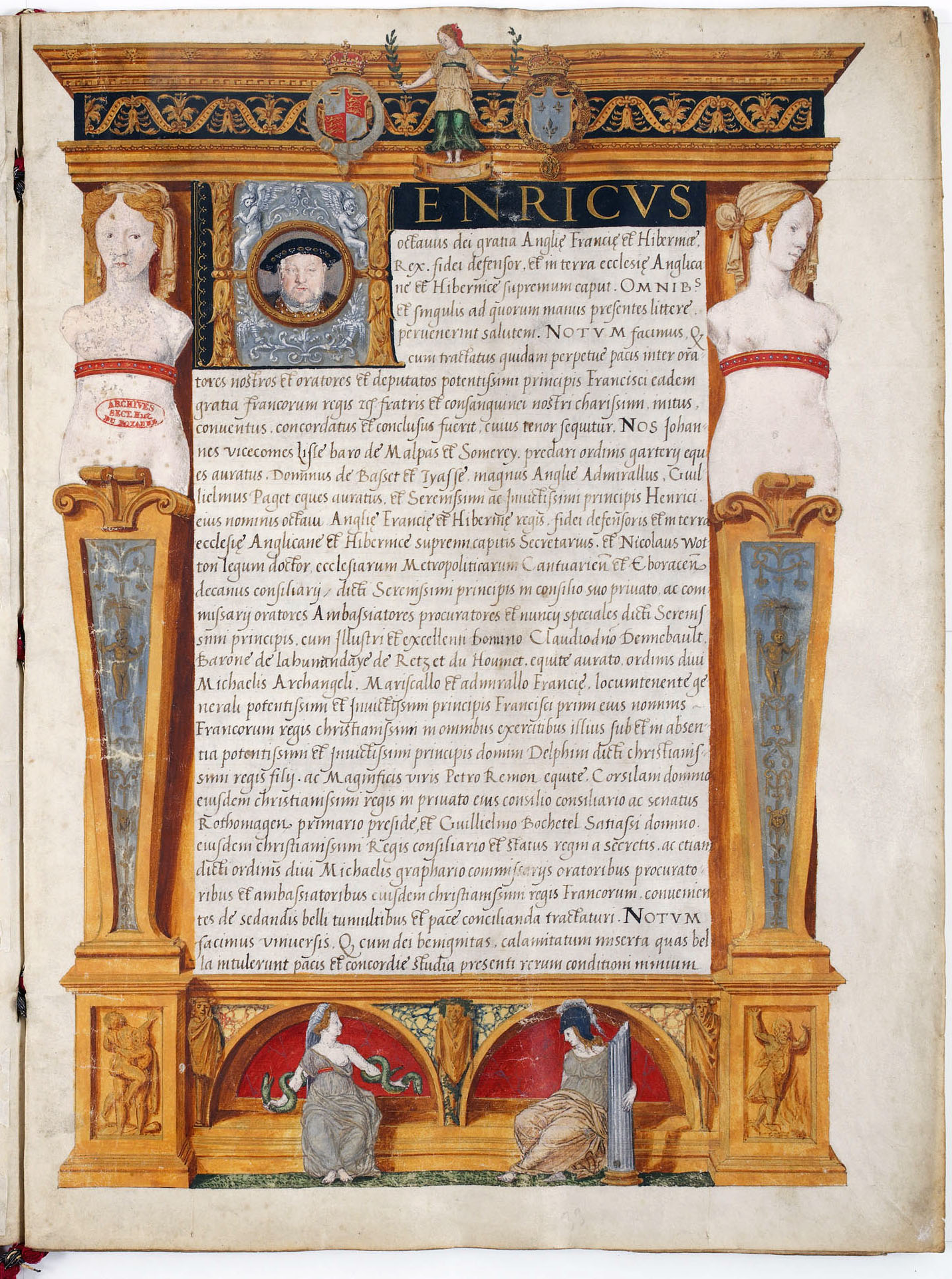
Bekrachtiging van het verdrag door Hendrik VIII

Het Verdrag van Ardres was een vredesverdrag gesloten in 1546 tussen koning Frans I van Frankrijk en koning Hendrik VIII van Engeland in Ardres. Het maakte een einde aan de Italiaanse Oorlog (1542-1546).

## Geschiedenis
De Habsburgs-Engelse alliantie was in 1544 uiteengevallen toen keizer Karel V de Vrede van Crépy sloot met Frankrijk. Hendrik VIII besloot erbuiten te blijven om het veroverde Boulogne te behouden.
In 1546 werden dan toch onderhandelingen gevoerd in Ardres. De Engelse onderhandelaars waren Edward van Hereford, William Paget, John de Lisle en Nicolas Wotton. Aan Franse kant waren de gezanten Claude d'Annebault, Pierre Remon en Guillaume Bochetel. Ze kwamen overeen dat Boulogne aan Frankrijk zou worden teruggegeven tegen betaling van 140.000 écu. Calais werd bevestigd als Engels bezit.
Het verdrag werd door Frans I ondertekend op 8 juni 1546 en door Hendrik VIII op 17 juli 1546. De uitvoering ervan bleef echter achterwege. Frankrijk zou Boulogne pas in 1550 terugkrijgen door het Verdrag van Outreau.